# Baucau

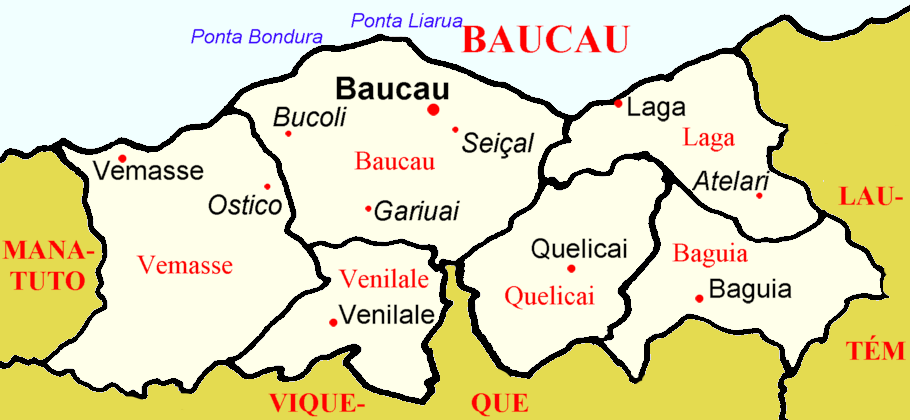
Położenie miasta na mapie dystryktu

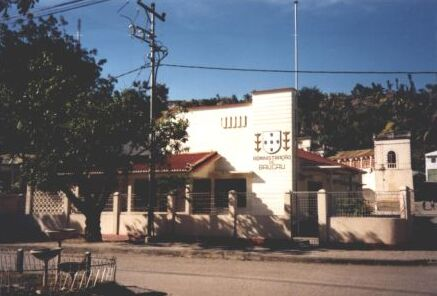
Baucau – siedziba władz

Baucau — miasto w Timorze Wschodnim, stolica administracyjna dystryktu Baucau, położone 122 km na wschód od stolicy kraju Dili. Miasto zamieszkuje 16 tys. osób. Czwarte co do wielkości miasto kraju.